# Ma belle-fille est un homme
Pour les articles homonymes, voir All You Need Is Love (homonymie).

Ma belle-fille est un homme (All You Need Is Love – Meine Schwiegertochter ist ein Mann) est un téléfilm allemand, réalisé par Edzard Onneken, et diffusé en 2009.

## Fiche technique
- Titre allemand : All You Need Is Love – Meine Schwiegertochter ist ein Mann
- Réalisation : Edzard Onneken
- Scénario : Kerstin Oesterlin
- Photographie : Marco Uggiano
- Musique : Michael Kadelbach
- Durée : 125 min

## Distribution
- Saskia Vester (VF : Frédérique Tirmont) : Katharina Remminger
- Andreas Helgi Schmid : Hans Remminger
- Manuel Witting : Nickolas "Nicki"
- Jürgen Tonkel (en) : Christian Remminger
- Jenny Elvers : Vera Remminger
- Franziska Traub (VF : Véronique Alycia) : Rosi
- Johannes Herrschmann : Alois
- Maverick Quek (VF : Adrien Solis) : Murasaki
- Katharina Müller-Elmau : Gerhild Huber
- Stefan Merki : Docteur Christian Rappel
- Frederic Linkemann (VF : Nessym Guetat): Clemens
- Kerstin Dietrich : Andrea
- Bernhard Huber : Kratzer

- - Source VF sur RS Doublage[1]